# Joselito Velázquez
Joselito Velázquez (ur. 30 września 1993) – meksykański bokser, mistrz Igrzysk panamerykańskich.
W roku 2011, w wieku 18 lat, wystąpił w Igrzyskach Panamerykańskich w Gudalajarze i zdobył złoty medal w wadze papierowej. Kolejno pokonał Davida Avillę (Kolumbia), Juana Medinę Hererada (Dominikana) i w finale Kubańczyka Yosbanego Veitię.